# Филарет Кијевски
Митрополит Филарет (у схими Теодосије, рођ. Фјодор Георгијевич Амфитеатров; 17. [28] април 1779, село Високоје, Кромски округ, Орловско намесништво - 21. децембар 1857 [2. јануара 1858] - епископ Кијевски; Од 18. (30.) априла 1837. митрополит кијевско-галицијски. Члан Светог Правитељствујушчег Синода (1836-1842). Члан Руске академије (1837). Брат писца и учитеља Семјона Рајха.

## Биографија
Рођен је 17. (28.) априла 1779. године у селу Високое, округ Кромски, Орловске губерније, у породици свештеника Георгија Никитича Амфитеатрова. Рођен је практично слеп и одгајао га је деда. Када је његов унук са 6 година почео добро да види, деда га је почео да учи да чита и пише. 1789. одмах је уписан у други разред Орловске богословске школе. Године 1795. ступио је у Севску богословију, коју је завршио 1797. године. Новембра 1798. замонашен је са именом Филарет; 9. новембра 1798. године рукоположен је у чин јерођакона, а 13. јануара 1799. године у јеромонаха. Уврштен је међу јеромонахе Московског Донског манастира.
Био је наставник поезије (од марта 1798), реторике (1700-1801) и филозофије (1801-1802) у Орловској богословији; од 1802. служио је као њен ректор и наставник богословије; Игуман Свенског манастира (1802-1804). На молбу епископа оролског Доситеја, премештен је у Уфу. Октобра 1804. године је уздигнут у чин архимандрита Успенског манастира у Уфи и почео да руководи Оренбуршком богословијом.
Године 1810, уз активно учешће Петра Турчанинова, који се преселио у Санкт Петербург, постављен је за ректора и наставника богословије у Тоболској богословији.
Захваљујући позитивним критикама, 2. децембра 1813. године позван је у Санкт Петербург на „серију свештеничких служби“ и проповедање речи Божије и постављен је за игумана Волоколамског Јосифовог манастира.
На предлог ректора Петроградске Духовне академије Филарета (Дроздова), каснијег митрополита московског, указом Комисије богословских школа од 15. фебруара 1814. године Филарет (Амфитеатров) је постављен за инспектора Петроградске богословске академије, где му је додељена звање доктора богословије, али не и звање доктора Богословије, али не за научне радове способан начин живота. Исте године је премештен на место инспектора на новоотвореној Московској богословској академији; од марта 1816. - ректор ове академије и професор богословских наука (био је једини наставник теологије у новој академији који је држао предавања егзегетског садржаја. Његов курс предавања био је скраћена верзија теологије Теофана Прокоповича. Цео курс је био позитивно учење, искључујући било какве полемике. Филарет (Амфитеатров) је тумачио Књигу Постања, руководећи се коментарима Филарета (Дроздова).
Од 1817. управљао је манастиром Васкрсење Нови Јерусалим; 1 (13) јуна 1819. године посвећен је за епископа калушког и боровског; 12. јануара 1825. указом Светог синода премештен је у Рјазањску епархију; 22. августа 1826. године уздигнут је у чин архиепископа и постављен за члана Комисије богословских школа; 25. фебруара 1828. године постављен је за архиепископа казанског, где је превео у православље више од 5.000 неверника. 1836-1837 био је старешина Јарославске и Ростовске епархије; 18. априла 1837. постављен је за митрополита кијевског.
Он је 13. августа 1841. тајно узео схиму са именом Теодосије.
Орденом Светог Андреја Првозваног одликован је 26. марта 1839. године. Био је почасни члан богословских академија: Кијевске, Московске, Петроградске и универзитета: Кијевског и Казанског; био је редовни члан Московског друштва руске историје и старина.
Највишим рескриптом од 26. августа 1856. године одликован је дијамантским обележјем Ордена Светог Андреја Првозваног.
Преминуо је 21. децембра 1857. (2. јануара 1858).

## Канонизација
У почетку је канонизован као локално поштовани светац. Његово име је 8. децембра 2005. године уврштено у сверуски календар са благословом патријарха Алексија II.
Одлуком Архијерејског Сабора Руске Православне Цркве од 3. фебруара 2016. године установљено је општецрквено поштовање Митрополита Филарета (Амфитетрова).
Помиње се на дан његове смрти - 21. децембра (3. јануара), а такође три пута годишње у дане помена Светих сабора: Ростовско-Јарославског - 23. маја (5. јуна), Сибирског и Рјазанског - 10. јуна (23. јуна) и Преподобних отаца Кијевско-Печерског 8. августа).